# Bobby Jackson
Pour les articles homonymes, voir Jackson.
Bobby Jackson (né le 13 mars 1973 à Salisbury, Caroline du Nord) est un joueur puis entraîneur américain de basket-ball

## Carrière professionnelle
Jackson est choisi par les SuperSonics de Seattle lors de la draft 1997 de la NBA.
Il évolue aux Nuggets de Denver et aux Timberwolves du Minnesota. Il passe ses meilleures années aux Kings de Sacramento avec pour point d'orgue le titre de meilleur sixième homme. Cependant une longue blessure en 2005 l'écarte des parquets durant plusieurs mois. À l'intersaison il est transféré aux Grizzlies de Memphis, mais l'aventure ne dure qu'une saison et il signe aux Hornets de La Nouvelle-Orléans où il retrouve son coéquipier Predrag Stojaković du temps des Kings.
Il est échangé contre Bonzi Wells en février 2008 et rejoint les Rockets de Houston avant de revenir aux Kings de Sacramento, pendant l'été 2008. Après un exercice difficile sur un plan personnel et collectif, il décide de prendre sa retraite des parquets le 24 octobre 2009.
Il est le cousin du joueur de baseball professionnel Edwin Jackson, qui évolue dans les Ligues majeures de baseball.
Jackson entame ensuite une carrière d'entraîneur. De 2021 à 2023, il entraîne les Kings de Stockton, équipe affiliée aux Kings de Sacramento.
En juin 2023, il quitte les Kings et devient entraîneur adjoint des 76ers de Philadelphie au côté de Nick Nurse.

## Statistiques

### Saison régulière NBA
| Sixième homme de l'année |

| Saison    | Équipe           | Matchs | Titul. | Min./m | % Tir | % 3pts | % LF | Rbds/m. | Pass/m. | Int/m. | Ctr/m. | Pts/m. |
| --------- | ---------------- | ------ | ------ | ------ | ----- | ------ | ---- | ------- | ------- | ------ | ------ | ------ |
| 1997-1998 | Denver           | 68     | 53     | 30.0   | .392  | .259   | .814 | 4.4     | 4.7     | 1.5    | 0.2    | 11.6   |
| 1998-1999 | Minnesota        | 50     | 12     | 18.8   | .405  | .370   | .772 | 2.7     | 3.3     | 0.8    | 0.1    | 7.1    |
| 1999-2000 | Minnesota        | 73     | 10     | 14.2   | .405  | .283   | .776 | 2.1     | 2.4     | 0.7    | 0.1    | 5.1    |
| 2000-2001 | Sacramento       | 79     | 7      | 20.9   | .439  | .375   | .739 | 3.1     | 2.0     | 1.1    | 0.1    | 7.2    |
| 2001-2002 | Sacramento       | 81     | 3      | 21.6   | .443  | .361   | .810 | 3.1     | 2.0     | 0.9    | 0.1    | 11.1   |
| 2002-2003 | Sacramento       | 59     | 26     | 28.4   | .464  | .379   | .846 | 3.7     | 3.1     | 1.2    | 0.1    | 15.2   |
| 2003-2004 | Sacramento       | 50     | 0      | 23.7   | .444  | .370   | .752 | 3.5     | 2.1     | 1.0    | 0.2    | 13.8   |
| 2004-2005 | Sacramento       | 25     | 0      | 21.4   | .427  | .344   | .862 | 3.4     | 2.4     | 0.6    | 0.1    | 12.0   |
| 2005-2006 | Memphis          | 71     | 15     | 25.0   | .382  | .389   | .733 | 3.1     | 2.7     | 0.9    | 0.0    | 11.4   |
| 2006-2007 | NO/Oklahoma City | 56     | 2      | 23.8   | .394  | .327   | .774 | 3.2     | 2.5     | 0.9    | 0.1    | 10.6   |
| 2007-2008 | New Orleans      | 46     | 0      | 19.4   | .392  | .368   | .816 | 2.4     | 1.7     | 0.7    | 0.1    | 7.1    |
| 2007-2008 | Houston          | 26     | 5      | 19.2   | .419  | .341   | .750 | 2.7     | 2.4     | 0.5    | 0.1    | 8.8    |
| 2008-2009 | Sacramento       | 71     | 10     | 20.9   | .398  | .305   | .851 | 2.8     | 2.0     | 0.9    | 0.1    | 7.5    |
| Carrière  | Carrière         | 755    | 143    | 22.2   | .417  | .354   | .793 | 3.1     | 2.6     | 0.9    | 0.0    | 9.7    |

### Playoffs NBA
| Saison   | Équipe     | Matchs | Titul. | Min./m | % Tir | % 3pts | % LF  | Rbds/m. | Pass/m. | Int/m. | Ctr/m. | Pts/m. |
| -------- | ---------- | ------ | ------ | ------ | ----- | ------ | ----- | ------- | ------- | ------ | ------ | ------ |
| 1999     | Minnesota  | 4      | 0      | 6.8    | .200  | .000   | .000  | 1.0     | 0.5     | 0.0    | 0.0    | 1.0    |
| 2000     | Minnesota  | 3      | 0      | 10.0   | .500  | .333   | 1.000 | 1.7     | 1.3     | 0.7    | 0.3    | 5.0    |
| 2001     | Sacramento | 8      | 0      | 22.8   | .438  | .286   | .714  | 3.3     | 2.3     | 1.0    | 0.0    | 7.0    |
| 2002     | Sacramento | 16     | 1      | 23.4   | .445  | .256   | .791  | 3.3     | 2.0     | 0.9    | 0.2    | 10.9   |
| 2003     | Sacramento | 12     | 0      | 27.6   | .457  | .349   | .886  | 4.5     | 3.3     | 1.0    | 0.1    | 14.3   |
| 2005     | Sacramento | 5      | 0      | 15.8   | .270  | .167   | 1.000 | 1.2     | 1.8     | 0.2    | 0.2    | 5.2    |
| 2006     | Memphis    | 4      | 0      | 25.0   | .414  | .364   | .714  | 2.0     | 1.3     | 0.3    | 0.0    | 8.3    |
| 2008     | Houston    | 6      | 2      | 23.0   | .286  | .208   | .636  | 1.7     | 1.5     | 0.8    | 0.0    | 8.7    |
| Carrière | Carrière   | 58     | 3      | 21.7   | .405  | .270   | .807  | 2.8     | 2.1     | 0.7    | 0.1    | 9.2    |